# Vima Cadefises
Vima Cadefises (em grego clássico: Οοημο Καδφισης; m. 127) foi um rei (basileu) do Império Cuchana de 100/5 a 127, talvez em sucessão a Vima Taqueto ou Sóter, o Grande, caso sejam duas pessoas distintas.